# Kilian Herold
Kilian Herold (* 24. März 1981 in Emmendingen) ist ein deutscher Klarinettist und seit 2016 Professor für Klarinette an der Hochschule für Musik in Freiburg.

## Ausbildung und Karriere
Kilian Herold wuchs in Endingen am Kaiserstuhl auf. Er erhielt seine klarinettistische Ausbildung in Berlin bei François Benda, in Chicago bei John Yeh und Larry Combs und in Hannover bei Johannes Peitz. Während seiner Studienzeit war er Stipendiat des Cusanuswerks und des Deutschen Musikrats.
Noch während seines Studiums wurde Kilian Herold 2004 Gesellschafter und Soloklarinettist der Deutschen Kammerphilharmonie Bremen.
Zwischen 2011 und 2016 war er Soloklarinettist des SWR Sinfonieorchesters Baden-Baden und Freiburg.
Seit dem Wintersemester 2016 wirkt Kilian Herold als Nachfolger von Jörg Widmann als Professor für Klarinette an der Hochschule für Musik Freiburg. Neben der Betreuung seiner Klarinettenklasse. Absolventen seiner Klasse sind internationale Preisträger und  Mitglieder in verschiedenen Kulturorchestern – gibt er weltweit regelmäßig Meisterkurse. Seit 2016 ist Kilian Herold künstlerischer Leiter des internationalen Klarinettenfestivals  „ClariMondo“.
Aktuell ist Kilian Herold als Soloklarinettist regelmäßig bei internationalen Top-Orchestern zu Gast, wie den Berliner Philharmonikern, dem Royal Concertgebouw Orchestra und dem Symphonieorchester des Bayerischen Rundfunks. Dort arbeitet er mit Dirigenten wie Sir Simon Rattle, Kiril Petrenko, Esa Pekka Salonen, Daniel Harding, Paavo Järvi, Francois Xavier Roth und Klaus Mäkelä.
Seine große Leidenschaft gilt der Kammermusik. Bei verschiedenen Festivals und Konzertreihen konzertiert er mit musikalischen Partnern wie Tanja Tetzlaff, Tianwa Yang, Maximilian Hornung, Florian Donderer, Hansjacob Staemmler und dem Armida Quartett.
Von seiner Vielseitigkeit und Lust, musikalisches Neuland zu entdecken, zeugen sein Interesse an zeitgenössischer Musik und seine enge Zusammenarbeit mit Künstlern und Komponisten wie Sarah Maria Sun, Ramon Lazkano, Johannes Schöllhorn und Benjamin Scheuer.
Kilian Herold zeigt neben dem klassischen Klarinettenrepertoire auch ein sehr großes Interesse an Repertoire-Entdeckungen für sein Instrument. So entstanden in den letzten Jahren verschiedene ausgezeichnete CD-Produktionen beim Label  CAvi: ein Porträt des jüdisch-ungarischen Komponisten Mátyás Seiber, eine CD mit Werken von Felix Draeseke, Carl Reinecke und Johannes Brahms und eine Trio-CD mit den Klarinettentrios von Ludwig van Beethoven und Johannes Schöllhorn. Sein neustes Projekt „Vienna 1913“ gemeinsam mit dem Pianisten Hansjacob Staemmler beinhaltet Werke von Berg, Korngold, Brahms sowie die Weltersteinspielung der Klarinettensonate von Egon Kornauth.

## Diskografie
- Vienna 1913; Kilian Herold (Klarinette) & Hansjacob Staemmler (Klavier); Werke von Egon Kornauth (1891–1959), Alban Berg (1885–1935), Johannes Brahms (1833–1897), Erich Wolfgang Korngold (1897–1957); Erscheinungsdatum: 21. Oktober 2022
- Ludwig van Beethoven: Klarinettentrios op.11 & op.38; Kilian Herold (Klarinette), Peter-Philipp Staemmler (Cello), Hansjacob Staemmer (Klavier); Erscheinungsdatum: 17. April 2020
- Kammermusik für Klarinette & Nonsens-Lieder; Kilian Herold (Klarinette), Sarah Maria Sun (Sopran), Sarah Maria Sun & Ensemble; Werke von Matyas Seiber (1905–1960); Erscheinungsdatum: 19. Mai 2017
- Kilian Herold & Amir Katz – Brahms/Reinecke/Draeseke; Kilian Herold (Klarinette) & Amir Katz (Klavier); Werke von Johannes Brahms (1833–1897), Carl Heinrich Reinecke (1824–1910), Felix Draeseke (1835–1913); Erscheinungsdatum: 19. Oktober 2012